# Abruzze citérieure
Pour les articles homonymes, voir Abruzzo.
1273–1861
Entités précédentes :
- Giustizierato d'Abruzze

Entités suivantes :
- Province de Chieti

L’Abruzze citérieure, en italien Abruzzo Citra ou Abruzzo Citeriore, est une ancienne subdivision du royaume de Sicile, puis des Deux-Siciles. Elle avait pour chef-lieu Chieti et correspond pour une grande partie à l'actuelle province de Chieti.
Elle résulte de la scission en 1273 par le roi Charles d'Anjou de la circonscription d'Abruzze (Giustizierato d'Abruzzo) créée par Frédéric II en deux provinces : l’Aprutium ultra flumen Piscariae (« Abruzze au-delà du Pescara ») et l’Apriutium citra flumen Piscariae (« Abruzze en deçà du Pescara »).

## Composition
La province comprenait 3 districts :
- District de Chieti, institué en 1806
- District de Lanciano, institué en 1806
- District de Vasto, institué en 1816

Chaque district était divisé en 25 circondari comprenant chacun 123 communes et 34 villages.